# دميدوف

شعار عائلة دميدوف

دميدف (بالروسية: Деми́довы) هي عائلة من التجار النافذين والصناعين في روسيا، وكانت ثروتهم لا يفوقها إلا القيصر نفسه خلال أواخر القرن الثامن عشر وبداية التاسع عشر. ما زالت العائلة موجودة.